# Złotopióry
Złotopióry, złotkowate, złotki, jakamary, żakamary (Galbulidae) – rodzina ptaków z rzędu dzięciołowych (Piciformes).

## Zasięg występowania
Rodzina obejmuje gatunki zamieszkujące polany w tropikalnych lasach deszczowych, zarośla na obrzeżach lasów i brzegi zbiorników wodnych, porośniętych drzewami i krzakami. Występują od Ameryki Południowej do Meksyku.

## Charakterystyka
Ptaki te charakteryzują się następującymi cechami:
- długość ciała 12–30 cm
- ciało smukłe o krótkich nogach i skrzydłach oraz długim ogonie
- duża głowa o długim, cienkim dziobie
- polują na owady, które łapią w locie
- składają 2–4 jaja
- żyją samotnie lub w parach
- gnieżdżą się w wykopanych w przybrzeżnej skarpie tunelach, czasami także w kopcach termitów.

## Systematyka

### Klasyfikacja
Do rodziny należą następujące rodzaje:
- Galbalcyrhynchus Des Murs, 1845
- Brachygalba Bonaparte, 1854
- Jacamaralcyon Lesson, 1830 – jedynym przedstawicielem jest Jacamaralcyon tridactyla (Vieillot, 1817) – złotopiór trójpalczasty
- Galbula Brisson, 1760
- Jacamerops Lesson, 1830 – jedynym przedstawicielem jest Jacamerops aureus (Statius Müller, 1776) – złotopiór wielki